# 朵甘倉溏招討司
朵甘仓溏招讨司，是明朝藏区土司机构名称，在今四川。
明太祖洪武七年（1374年）十二月设置朵甘仓溏招讨司，治所在今四川省阿坝藏族自治州壤塘境内。朵甘仓溏开始每年向明朝进贡一次，后来三年向明朝进贡一次，贡使到京师进献马匹和方物，获回赐非常丰厚，招討司的官员依土官袭替的例子承袭。